# George Chalmers
George Chalmers (Falmouth, 1857 — Golders Green Crematorium Londres, 1928) foi um minerador e empreendedor britânico radicado no Brasil. Trabalhando como mecânico em St Erth, foi recrutado com apenas 27 anos, acompanhado de sua jovem esposa Mary Chalmers, para o cargo de superintendente da famosa mina de Morro Velho, em Minas Gerais, então propriedade da empresa britânica St John del Rey Mining Company.
Chalmers deu início imediato à reorganização do empreendimento, revolucionando todos os processos industriais e do sistema de trabalho. Mas seus planos foram drasticamente interrompidos por um grave deslizamento da abóbada da mina, que matou dezenas de trabalhadores britânicos e brasileiros, em 1886, que causou o fechamento da mina e levou a companhia a processo de liquidação. Inconformado, Chalmers pediu a confiança da administração em Londres, propondo projetos radicais de salvar a iniciativa, através da abertura de uma nova galeria na jazida, acessível através de poços verticais, bem como a construção de uma nova e moderna usina. A companhia foi reorganizada formalmente em 1887 e, cinco anos depois, a produção de lingotes havia ultrapassado os recordes de 1860 e continuava a aumentar.
Permaneceu à frente da direção da empresa até 1924.
Notabilizou-se por ter doado à Igreja Matriz de Nossa Senhora do Pilar (Nova Lima), o acervo do mestre Aleijadinho que mandou retirar de sua Fazenda da Jaguara.